# اتحاد جزر توركس وكايكوس لكرة القدم
تأسس اتحاد جزر توركس وكايكوس لكرة القدم في عام 1996م وانضم إلى الإتحاد الدولي لكرة القدم في 1998م وإنضم إلى اتحاد أمريكا الشمالية لكرة القدم في 1996م.

## روابط خارجية
- الموقع الرسمي
- Turks and Caicos Islands at the FIFA website.